# Medardo Fantuzzi
Medardo Fantuzzi (Bologne, 1906 - Modène, 1986) était un ingénieur automobile italien spécialisé dans les châssis et carrosseries. Sa société s'appelait « Carrozzeria Fantuzzi. »

## Biographie
Medardo Fantuzzi et son frère Gino, étaient connus pour leurs liens avec Maserati. Ils ont été impliqués dans plusieurs projets et plus particulièrement celui du développement de la Maserati A6 GCS (44 unités construites de 1953 à 1955,),
Ils ont aussi été associés aux projets de développement de la Maserati 350S et de la Maserati 200S. 
Plus tard Medardo travailla pour Ferrari, jusqu'en 1966. Là aussi, il se fit remarquer par ses réalisations, le spider Ferrari 250 Testa Rossa Fantuzzi en 1961 ; la Ferrari 250 GTE (modèle unique) et une Ferrari 330.
Il a collaboré à d'autres projets chez De Tomaso, pour la Scuderia Serenissima, pour AMS et pour Techno.  

## Ferrari « Serenissima »

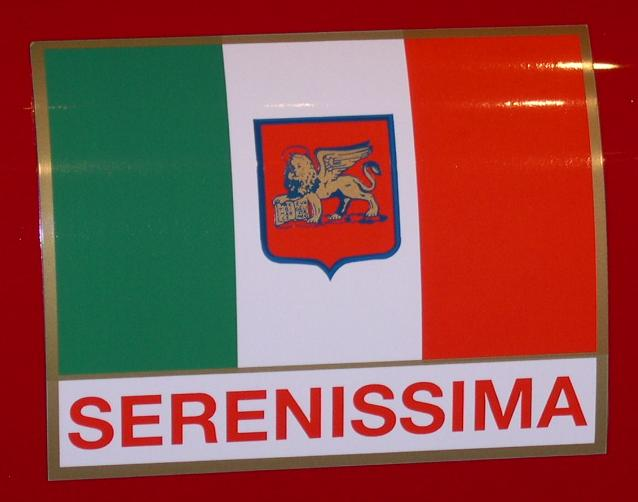
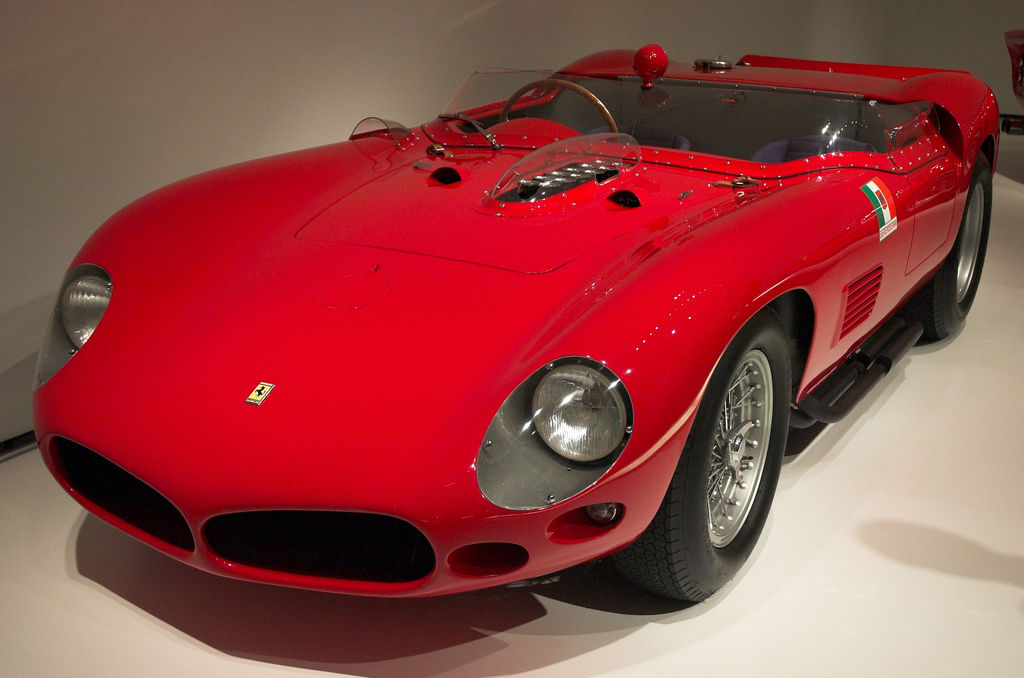
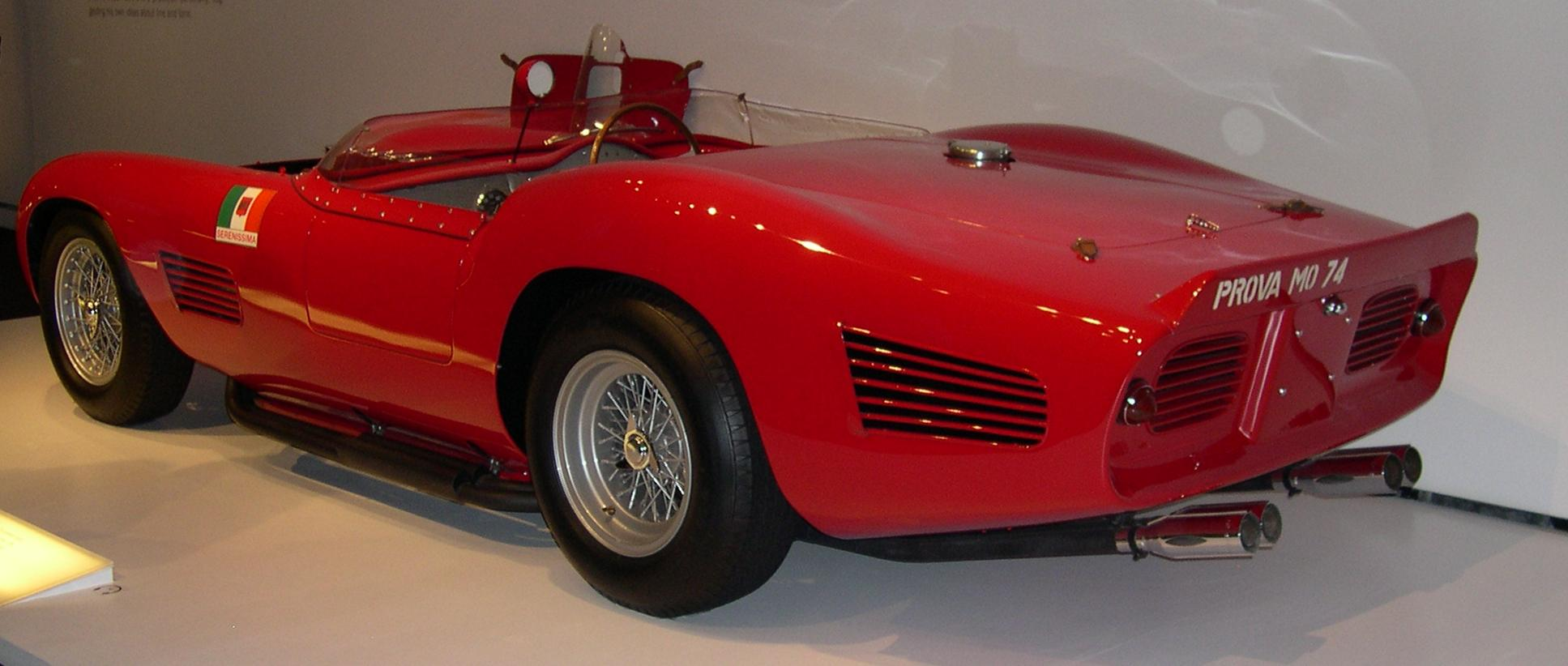
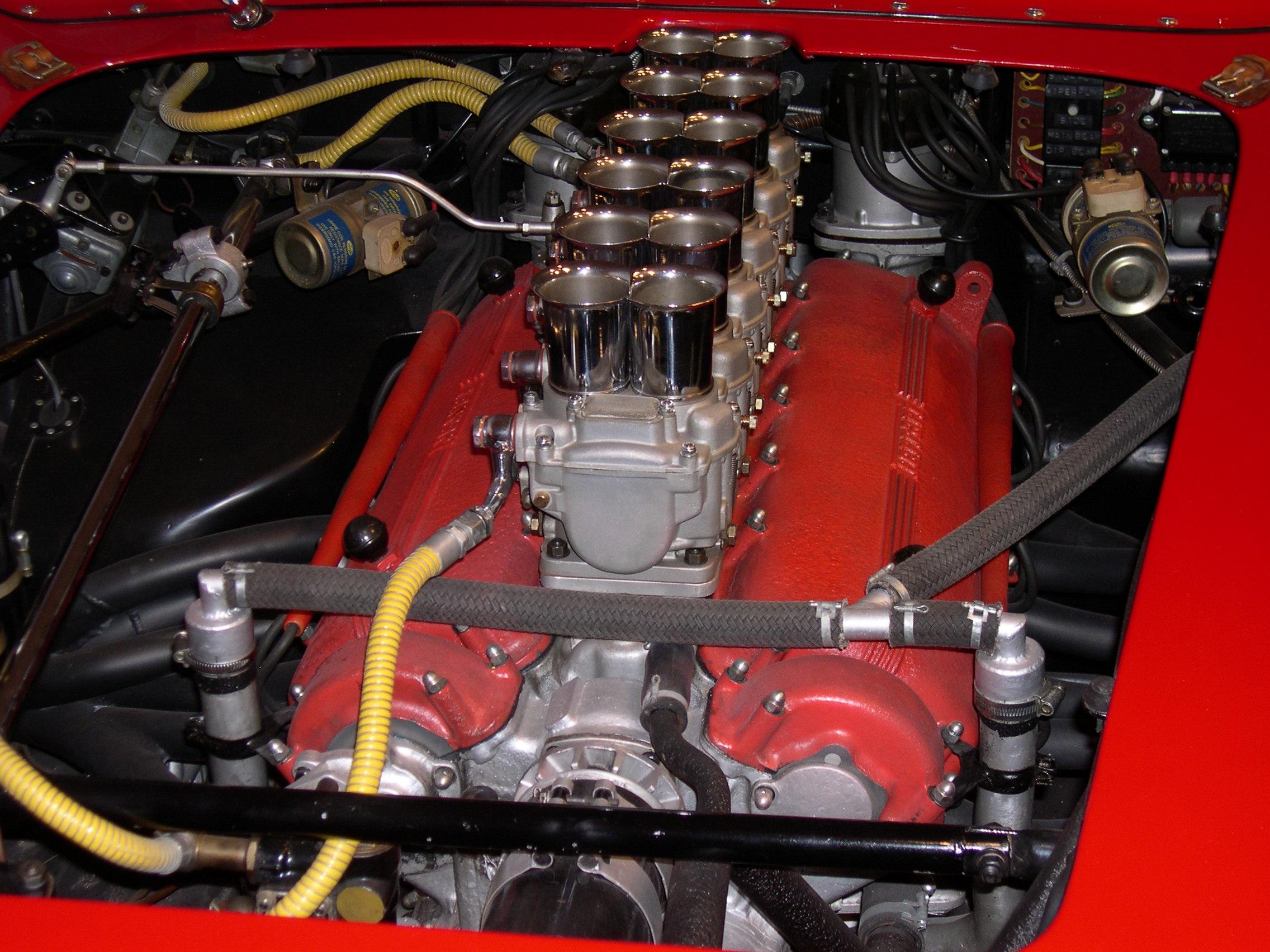
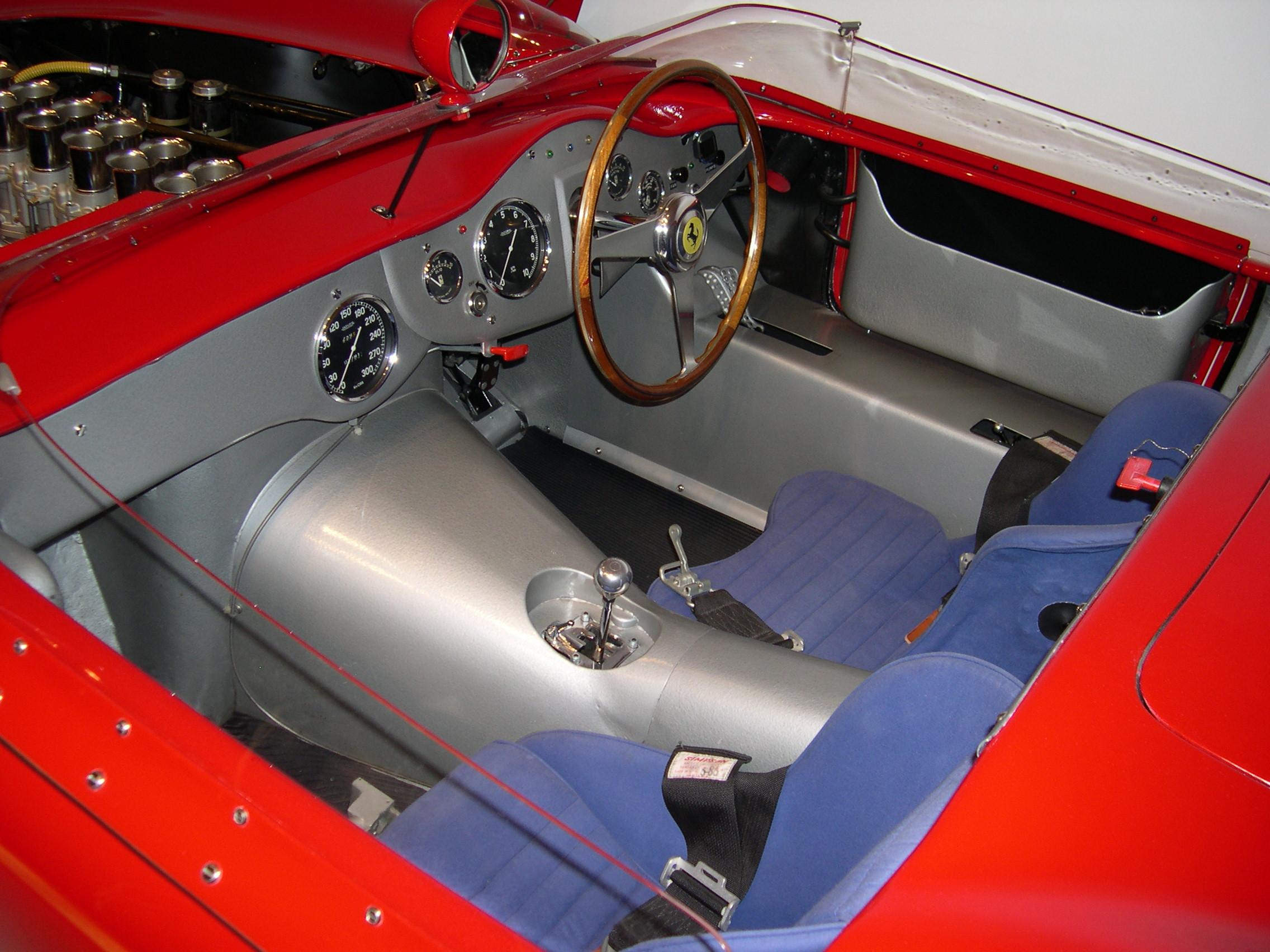